# Lijst van rijksmonumenten bij Paleis Soestdijk
Paleis Soestdijk met bijhorende gronden telt 31 inschrijvingen in het rijksmonumentenregister. Hieronder een overzicht.
| Object                                                                                             | Oorspronkelijke functie?  | Bouwjaar                     | Architect                                   | Locatie                                                                   | Coördinaten?                  | Nr.?   | Afbeelding                             |
| -------------------------------------------------------------------------------------------------- | ------------------------- | ---------------------------- | ------------------------------------------- | ------------------------------------------------------------------------- | ----------------------------- | ------ | -------------------------------------- |
| Paleis Soestdijk                                                                                   | Kasteel, buitenplaats     | 1650                         | Maurits Post                                | Amsterdamsestraatweg 1 bij Paleis Soestdijk                               | 52° 11' 46" NB, 5° 16' 37" OL | 531286 | Meer afbeeldingen                      |
| Park en tuinaanleg van Paleis Soestdijk                                                            | Tuin, park en plantsoen   | ca. 1689-1806                | waarschijnlijk Maurits Post                 | Amsterdamsestraatweg 1 bij Paleis Soestdijk                               | 52° 11' 46" NB, 5° 16' 37" OL | 531287 | Meer afbeeldingen                      |
| Hekwerk bij Paleis Soestdijk                                                                       | Erfscheiding              | 1880-1890                    | L.H. Eberson                                | Amsterdamsestraatweg 1 bij Paleis Soestdijk                               | 52° 11' 46" NB, 5° 16' 37" OL | 531288 | Hekwerk bij Paleis Soestdijk           |
| Twee wachthuisjes van paleis Soestdijk                                                             | Militair wachtgebouw      | 1883-1884                    | L.H. Eberson                                | Amsterdamsestraatweg 1 bij Paleis Soestdijk                               | 52° 11' 46" NB, 5° 16' 37" OL | 531289 | Meer afbeeldingen                      |
| Parkwachterswoning                                                                                 | Bijgebouwen kastelen enz. | laatste kwart 19e eeuw       |                                             | Amsterdamsestraatweg 11                                                   | 52° 11' 46" NB, 5° 16' 37" OL | 531290 | Meer afbeeldingen                      |
| Oranjerie (Soestdijk)                                                                              | Tuin, park en plantsoen   | eerste helft 19e eeuw        | L.H. Eberson                                | Amsterdamsestraatweg 1 bij Paleis Soestdijk                               | 52° 11' 46" NB, 5° 16' 37" OL | 531291 | Meer afbeeldingen                      |
| Vijver met beeldengroep                                                                            | Tuin, park en plantsoen   | 1858                         |                                             | Amsterdamsestraatweg 1 bij Paleis Soestdijk                               | 52° 11' 46" NB, 5° 16' 37" OL | 531292 | Meer afbeeldingen                      |
| Wilhelminachalet                                                                                   | Bijgebouwen kastelen enz. | laatste kwart 19e eeuw       | Lucas Eberson                               | Speelhuisje Wilhelmina-Chalet Amsterdamsestraatweg 1 bij Paleis Soestdijk | 52° 11' 46" NB, 5° 16' 37" OL | 531293 | Meer afbeeldingen                      |
| Watertoren                                                                                         | Bijgebouwen kastelen enz. | 1678-1683                    | Willem Meesters (bouw) L.H. Eberson (verb.) | Watertoren Amsterdamsestraatweg 1 bij Paleis Soestdijk                    | 52° 11' 46" NB, 5° 16' 37" OL | 531294 | Meer afbeeldingen                      |
| IJskelder met prieel                                                                               | Tuin, park en plantsoen   | 1850                         |                                             | IJskelder in heuvel Amsterdamsestraatweg 1 bij Paleis Soestdijk           | 52° 11' 34" NB, 5° 16' 25" OL | 531295 | Meer afbeeldingen                      |
| Sportpaviljoen                                                                                     | Sport en recreatie        | 1937                         |                                             | Amsterdamsestraatweg 1 bij Paleis Soestdijk                               | 52° 11' 20" NB, 5° 15' 23" OL | 531296 | Meer afbeeldingen                      |
| Tuinvaas (Soestdijk)                                                                               | Tuin, park en plantsoen   |                              |                                             | Amsterdamsestraatweg 1 bij Paleis Soestdijk                               | 52° 11' 46" NB, 5° 16' 37" OL | 531297 | Meer afbeeldingen                      |
| Emmamonument                                                                                       | Gedenkteken               | 1898                         |                                             | Amsterdamsestraatweg 1 bij Paleis Soestdijk                               | 52° 11' 46" NB, 5° 16' 37" OL | 531298 | Meer afbeeldingen                      |
| Tuinornament                                                                                       | Tuin, park en plantsoen   | ca. 1890                     |                                             | Amsterdamsestraatweg 1 bij Paleis Soestdijk                               | 52° 11' 46" NB, 5° 16' 37" OL | 531299 | Upload foto                            |
| Zonnewijzer                                                                                        | Tuin, park en plantsoen   |                              |                                             | Amsterdamsestraatweg 1 bij Paleis Soestdijk                               | 52° 11' 46" NB, 5° 16' 37" OL | 531300 | Zonnewijzer                            |
| Tuinvazen van Paleis Soestdijk                                                                     | Tuin, park en plantsoen   | ca. 1700                     |                                             | Amsterdamsestraatweg l bij Paleis Soestdijk                               | 52° 11' 46" NB, 5° 16' 37" OL | 531301 | Meer afbeeldingen                      |
| Speelboerderij 't Kraayenest                                                                       | Bijgebouwen kastelen enz. | 1833                         |                                             | Amsterdamsestraatweg 5                                                    | 52° 11' 46" NB, 5° 16' 37" OL | 531302 | Meer afbeeldingen                      |
| Jachthuisje (Prins Hendrik)                                                                        | Tuin, park en plantsoen   | ca. 1834                     |                                             | Amsterdamsestraatweg 3                                                    | 52° 11' 46" NB, 5° 16' 37" OL | 531303 | Jachthuisje (Prins Hendrik)            |
| Jachthuisje (Prins Willem)                                                                         | Tuin, park en plantsoen   | ca. 1834                     |                                             | Amsterdamsestraatweg 7                                                    | 52° 11' 46" NB, 5° 16' 37" OL | 531304 | Jachthuisje (Prins Willem)             |
| Jachthuisje (Prins Alexander)                                                                      | Tuin, park en plantsoen   | ca. 1834                     |                                             | Amsterdamsestraatweg 9                                                    | 52° 11' 46" NB, 5° 16' 37" OL | 531305 | Jachthuisje (Prins Alexander)          |
| Diensthuizen van Paleis Soestdijk Witgepleisterde diensthuizen                                     | Gebouw                    | 17e eeuw                     |                                             | Amsterdamsestraatweg 2,4,8,10                                             | 52° 11' 42" NB, 5° 16' 56" OL | 531306 | Meer afbeeldingen                      |
| Boerderij van Paleis Soestdijk                                                                     | Gebouw                    | eerste helft 19e eeuw        |                                             | Amsterdamsestraatweg 12                                                   | 52° 11' 44" NB, 5° 16' 53" OL | 531307 | Meer afbeeldingen                      |
| Stalgebouw van Paleis Soestdijk Stalgebouw met drie grote poorten, middenpartij door klok bekroond | Gebouw                    | 1883-1885                    | L.H. Eberson                                | Amsterdamsestraatweg 16                                                   | 52° 11' 45" NB, 5° 16' 54" OL | 531308 | Meer afbeeldingen                      |
| Intendantswoning van Paleis Soestdijk                                                              | Gebouw                    | 1863                         |                                             | Amsterdamsestraatweg 18                                                   | 52° 11' 45" NB, 5° 16' 50" OL | 531309 | Meer afbeeldingen                      |
| Gedenknaald ter ere van de Prins van Oranje                                                        | Gedenkteken               | 1815                         | Abraham van der Hart                        | Gedenknaald Quatre Bras Torenlaan                                         | 52° 11' 50" NB, 5° 17' 29" OL | 531310 | Meer afbeeldingen                      |
| Speelhuis Ixientieta                                                                               | Gebouw                    | 1939                         |                                             | Amsterdamsestraatweg 1 bij Paleis Soestdijk                               |                               | 531311 | Meer afbeeldingen                      |
| Logisgebouw (oorspronkelijk stalgebouw)                                                            | Gebouw                    | 19e eeuw (bouw) 1937 (verb.) |                                             | Amsterdamsestraatweg 1 bij Paleis Soestdijk                               |                               | 531312 | Upload foto                            |
| Werkschuur                                                                                         | Gebouw                    | 19e eeuw                     |                                             | Amsterdamsestraatweg 1 bij Paleis Soestdijk                               |                               | 531313 | Werkschuur                             |
| Hondengraven                                                                                       | Gebouw                    |                              |                                             | Amsterdamsestraatweg 1 bij Paleis Soestdijk                               | 52° 11' 42" NB, 5° 16' 39" OL | 531314 | Hondengraven                           |
| Gietijzeren brug van Paleis Soestdijk                                                              | Brug                      | 1872                         |                                             | Amsterdamsestraatweg 1 bij Paleis Soestdijk                               | 52° 11' 46" NB, 5° 16' 37" OL | 532054 | Gietijzeren brug van Paleis Soestdijk  |
| brugleuningen bij het Wilhelminachalet                                                             | Brug                      | 1892                         |                                             | Amsterdamsestraatweg 1 bij Paleis Soestdijk                               | 52° 11' 46" NB, 5° 16' 37" OL | 532055 | brugleuningen bij het Wilhelminachalet |

## Voormalige of hernummerde rijksmonumenten
| Object                                                                      | Oorspronkelijke functie?       | Bouwjaar               | Architect    | Locatie                                                                   | Coördinaten?                  | Nr.?   | Afbeelding                                                                  |
| --------------------------------------------------------------------------- | ------------------------------ | ---------------------- | ------------ | ------------------------------------------------------------------------- | ----------------------------- | ------ | --------------------------------------------------------------------------- |
| Witgepleisterde diensthuizen                                                | Diensthuizen Paleis Soestdijk. |                        |              | Amsterdamsestraatweg 2-10                                                 |                               | 8566   | Witgepleisterde diensthuizen                                                |
| Witgepleisterd diensthuis met rechthoekig grondplan achterwaarts uitgebouwd | Diensthuis Paleis Soestdijk.   |                        |              | Amsterdamsestraatweg 12-14                                                |                               | 8567   | Upload foto                                                                 |
| Stalgebouw met drie grote poorten, middenpartij door klok bekroond          | Stallen Paleis Soestdijk.      |                        |              | Amsterdamsestraatweg 16                                                   |                               | 8568   | Stalgebouw met drie grote poorten, middenpartij door klok bekroond          |
| Landhuis                                                                    | Gebouw                         | midden 19e eeuw        |              | Amsterdamsestraatweg 18                                                   | 52° 11' 45" NB, 5° 16' 50" OL | 8569   | Landhuis                                                                    |
| Speelboerderij 't Kraayenest                                                | Bijgebouwen kastelen enz.      | 1833                   |              | Amsterdamsestraatweg 5                                                    | 52° 11' 46" NB, 5° 16' 37" OL | 8565   | Speelboerderij 't Kraayenest                                                |
| Witgepleisterde diensthuizen                                                | Gebouw                         | 17e eeuw               |              | Amsterdamsestraatweg 2                                                    | 52° 11' 42" NB, 5° 16' 56" OL | 8566   | Witgepleisterde diensthuizen                                                |
| Witgepleisterd diensthuis met rechthoekig grondplan achterwaarts uitgebouwd | Gebouw                         | eerste helft 19e eeuw  |              | Amsterdamsestraatweg 12                                                   | 52° 11' 44" NB, 5° 16' 53" OL | 8567   | Witgepleisterd diensthuis met rechthoekig grondplan achterwaarts uitgebouwd |
| Stalgebouw met drie grote poorten, middenpartij door klok bekroond          | Gebouw                         | tweede helft 19e eeuw  |              | Amsterdamsestraatweg 16                                                   | 52° 11' 45" NB, 5° 16' 54" OL | 8568   | Stalgebouw met drie grote poorten, middenpartij door klok bekroond          |
| Gedenknaald ter ere van de Prins van Oranje                                 | Gedenkteken                    | 1815                   | Van der Hart | Gedenknaald Quatre Bras Torenlaan                                         | 52° 11' 50" NB, 5° 17' 29" OL | 8571   | Meer afbeeldingen                                                           |
| Jachthuisje (Prins Hendrik)                                                 | Tuin, park en plantsoen        | ca. 1834               |              | Amsterdamsestraatweg 3                                                    | 52° 11' 46" NB, 5° 16' 37" OL | 46523  | Jachthuisje (Prins Hendrik)                                                 |
| Jachthuisje (Prins Willem)                                                  | Tuin, park en plantsoen        | ca. 1834               |              | Amsterdamsestraatweg 7                                                    | 52° 11' 46" NB, 5° 16' 37" OL | 46524  | Jachthuisje (Prins Willem)                                                  |
| Jachthuisje (Prins Alexander)                                               | Tuin, park en plantsoen        | ca. 1834               |              | Amsterdamsestraatweg 9                                                    | 52° 11' 46" NB, 5° 16' 37" OL | 46525  | Jachthuisje (Prins Alexander)                                               |
| Parkwachterswoning                                                          | Bijgebouwen kastelen enz.      | laatste kwart 19e eeuw |              | Amsterdamsestraatweg 11                                                   | 52° 11' 46" NB, 5° 16' 37" OL | 46526  | Meer afbeeldingen                                                           |
| Wilhelminachalet                                                            | Bijgebouwen kastelen enz.      | laatste kwart 19e eeuw |              | Speelhuisje Wilhelmina-Chalet Amsterdamsestraatweg 1 bij Paleis Soestdijk | 52° 11' 46" NB, 5° 16' 37" OL | 46527  | Wilhelminachalet                                                            |
| Watertoren                                                                  | Bijgebouwen kastelen enz.      | 1678-1683              |              | Watertoren Amsterdamsestraatweg 1 bij Paleis Soestdijk                    | 52° 11' 46" NB, 5° 16' 37" OL | 46528  | Watertoren                                                                  |
| IJskelder                                                                   | Tuin, park en plantsoen        | 1850                   |              | IJskelder in heuvel bij Paleis Soestdijk                                  | 52° 11' 34" NB, 5° 16' 25" OL | 46529  | IJskelder                                                                   |
| Orangerie                                                                   | Tuin, park en plantsoen        | eerste helft 19e eeuw  |              | Amsterdamsestraatweg 1 bij Paleis Soestdijk                               | 52° 11' 46" NB, 5° 16' 37" OL | 46530  | Meer afbeeldingen                                                           |
| Paleis Soestdijk                                                            | Jachtslot                      | 1650                   | Maurits Post | Amsterdamsestraatweg 1-3-5-7-9-11                                         | 52° 6' 49" NB, 5° 9' 53" OL   | 511690 | Paleis Soestdijk                                                            |
| Soestdijk                                                                   | Tuin, park en plantsoen        | 1806                   |              | Amsterdamsestraatweg 1 bij Paleis Soestdijk                               | 52° 11' 46" NB, 5° 16' 37" OL | 511691 | Soestdijk                                                                   |
| Soestdijk                                                                   | Brug                           | 1872                   |              | Amsterdamsestraatweg 1 bij Paleis Soestdijk                               | 52° 11' 46" NB, 5° 16' 37" OL | 511692 | Soestdijk                                                                   |
| Sportpaviljoen                                                              | Sport en recreatie             | 1937                   |              | Amsterdamsestraatweg 1 bij Paleis Soestdijk                               | 52° 11' 20" NB, 5° 15' 23" OL | 511693 | Sportpaviljoen                                                              |
| Brugleuningen                                                               | Brug                           | 1892                   |              | Amsterdamsestraatweg 1 bij Paleis Soestdijk                               | 52° 11' 46" NB, 5° 16' 37" OL | 511694 | Brugleuningen                                                               |
| Vijver met beeldengroep                                                     | Tuin, park en plantsoen        | 1858                   |              | Amsterdamsestraatweg 1 bij Paleis Soestdijk                               | 52° 11' 46" NB, 5° 16' 37" OL | 511695 | Vijver met beeldengroep                                                     |
| Tuinornament                                                                | Tuin, park en plantsoen        | ca. 1890               |              | Amsterdamsestraatweg 1 bij Paleis Soestdijk                               | 52° 11' 46" NB, 5° 16' 37" OL | 511696 | Upload foto                                                                 |
| Zonnewijzer                                                                 | Tuin, park en plantsoen        | 1775-1800              |              | Amsterdamsestraatweg 1 bij Paleis Soestdijk                               | 52° 11' 46" NB, 5° 16' 37" OL | 511697 | Zonnewijzer                                                                 |
| Tuinvaas                                                                    | Tuin, park en plantsoen        | 1775-1800              |              | Amsterdamsestraatweg 1 bij Paleis Soestdijk                               | 52° 11' 46" NB, 5° 16' 37" OL | 511698 | Upload foto                                                                 |
| Emmamonument                                                                | Gedenkteken                    | 1898                   |              | Amsterdamsestraatweg 1 bij Paleis Soestdijk                               | 52° 11' 46" NB, 5° 16' 37" OL | 511699 | Emmamonument                                                                |
| Vier tuinvazen                                                              | Tuin, park en plantsoen        | 1775-1825              |              | Amsterdamsestraatweg 1 bij Paleis Soestdijk                               | 52° 11' 46" NB, 5° 16' 37" OL | 511700 | Upload foto                                                                 |
| Hekwerk met hardstenen en gietijzeren hekpijlers                            | Erfscheiding                   | 1880-1890              | L.H. Eberson | Amsterdamsestraatweg 1 bij Paleis Soestdijk                               | 52° 11' 46" NB, 5° 16' 37" OL | 511701 | Hekwerk met hardstenen en gietijzeren hekpijlers                            |
| Twee wachthuisjes van paleis Soestdijk                                      | Militair wachtgebouw           | 1883-1884              | L.H. Eberson | Amsterdamsestraatweg 1 bij Paleis Soestdijk                               | 52° 11' 46" NB, 5° 16' 37" OL | 511702 | Meer afbeeldingen                                                           |